# Fides (Honduras)
Fides es un semanario católico editado por la arquidiócesis de Tegucigalpa en la República de Honduras. Es parte del conocido medio católico hondureño Suyapa Medios. 

## Fundación
El semanario Fides fue ideado para propagar el evangelio cristiano católico en el territorio hondureño, además de publicar noticias relevantes sobre la arquidiócesis de Tegucigalpa y las diócesis regionales que componen la jerarquía católica hondureña. Su primera edición salió en la década de los noventa en formato tabloide y dominical, a precio de un lempira, y se podía adquirir en las iglesias y casas parroquiales.
Actualmente el semanario Fides se ha actualizado en las nuevas plataformas de emisión digital y tiene su propia página web Fides Digital, editado por Suyapa Medios Edificio Pablo VI ubicado detrás de la Basílica de Suyapa en la ciudad de Tegucigalpa, Honduras.
- Web:https://fidesdiariodigital.com
- Facebook:
- Twitter: @suyapamedios
- Instagram: